# Marathon Group (Россия)
Marathon Group (рус. Марафон Групп) — инвестиционная компания, основная деятельность которой – инвестиции и последующее развитие активов в сфере розничной торговли, фармацевтики, производства потребительских товаров (FMCG), сельскохозяйственного производства. Основана в 2017 году в Москве выходцами из «Альфа-Групп» Александром Винокуровым и Сергеем Захаровым. 

## Деятельность

### Начальный этап
Инвестиционная компания Marathon Group была основана выходцами из «Альфа-Групп» Александром Винокуровым и Сергеем Захаровым в 2017 году.
Основными направлениями деятельности компании являются инвестиции в фармацевтику, производство товаров повседневного спроса (FMCG), ретейл, транспортная инфраструктура и сельское хозяйство.
На первом этапе компания занималась приобретением активов, находящихся в предбанкротном состоянии, их развитием и дальнейшей продаже преимущественно стратегическим инвесторам. В частности, это сделки по продаже фармацевтических заводов «Синтез», «Биоком» и «ФОРТ».
В 2018 году была завершена сделка по продаже крупного российского фармдистрибьютора «СИА Групп».

### Инвестиции в «Магнит»
В мае 2018 года Marathon Group приобрела у ВТБ 11,82% акций торговой сети «Магнит». 
Затем последовательно в течение нескольких лет Marathon Group наращивал свою долю в «Магните». К середине 2021 года доля Marathon Group достигла 16,8%.
В ноябре 2021 года Marathon Group купил у ВТБ еще 12,9% акций, доведя свою долю до 29,75% акций.
По состоянию на начало 2023 года Marathon Group является крупнейшим акционером «Магнита», занимающим первое место в России по количеству торговых площадей и входящим в топ-10 крупнейших компаний России.

## Активы
Помимо крупной доли в «Магните», Marathon Group является владельцем долей в франчайзи сети кафе KFC, акционером производителя антисептиков «Бентус Лаборатории» (бренд Sanitelle). В период 2019-2023 г. компания также была совладельцем зерновой компании «Деметра-Холдинг» (вышла из состава акционеров в 2023 г.) и акционером торговой сети Fix Price (возглавляла консорциум инвесторов, владевшего 10% акций ретейлера, оцененного в $8,3 млрд; вышла из актива в сентябре 2021 г.).

## Крупнейшие сделки компании
| Сделка                                            | Год  | Сумма сделки, млрд рублей |
| ------------------------------------------------- | ---- | ------------------------- |
| Продажа «СИА Групп»                               | 2018 | 5,3                       |
| Приобретение 11,82% акций «Магнита»               | 2018 | 62,5                      |
| Продажа заводов «Синтез и Биоком»                 | 2019 | 11,8                      |
| Продажа завода «Форт»                             | 2020 | Не раскрывалась           |
| Продажа акций Fix Price (9,9% акций )             | 2021 | Не раскрывалась           |
| Приобретение 17,3% акций «Магнита» )              | 2021 | 71,8                      |
| Продажа долей зерновой компании «Деметра-Холдинг» | 2023 | Не раскрывалась           |

## Социальные проекты
Социальные проекты Marathon Group связаны с поддержкой спорта и социальной инфраструктуры.
Компания финансирует созданную в 2017 году трековую велокоманду Marathon-Tula, является партнером Федерации регби и Федерации водно-моторного спорта России, выступала официальным спонсором гроссмейстера Яна Непомнящего и оказывала ему поддержку при подготовке к матчу за звание чемпиона мира по шахматам.